# TTCN
TTCN, är ett standardiserat programspråk som används vid testning av bland annat kommunikationsprotokoll, för att specificera testsekvenser. 
TTCN är en förkortning för det engelska uttrycket Testing and Test Control Notation, men kallades innan 2001 Tree and Tabular Combined Notation, med samma förkortning.
European Telecommunications Standards Institute omarbetade år 2001 språket fullständigt, och publicerade TTCN version 3 ("TTCN-3"). Språket är även standardiserat av ITU-T.